# Liste der Kulturdenkmale in Brunstorf
In der Liste der Kulturdenkmale in Brunstorf sind alle Kulturdenkmale der schleswig-holsteinischen Gemeinde Brunstorf (Kreis Herzogtum Lauenburg) aufgelistet (Stand: 30. Juni 2025).

## Legende
In den Spalten befinden sich folgende Informationen:
- Objekt-ID: die Nummer des Kulturdenkmales
- Lage: die Adresse des Kulturdenkmales und die geographischen Koordinaten. Kartenansicht, um Koordinaten zu setzen. In der Kartenansicht sind Kulturdenkmale ohne Koordinaten mit einem roten Marker dargestellt und können in der Karte gesetzt werden. Kulturdenkmale ohne Bild sind mit einem blauen Marker gekennzeichnet, Kulturdenkmale mit Bild mit einem grünen Marker.
- Offizielle Bezeichnung: Bezeichnung des Kulturdenkmales
- Beschreibung: die Beschreibung des Kulturdenkmales
- Bild: ein Bild des Kulturdenkmales

## Sachgesamtheiten
| Objekt-ID      | Lage                                    | Offizielle Bezeichnung | Beschreibung | Bild                             |
| -------------- | --------------------------------------- | ---------------------- | --- | -------------------------------- |
| 36594 Wikidata | Kirchweg (53° 29′ 28″ N, 10° 25′ 28″ O) | Kirche St. Elisabeth   | Aktualisierung vorgesehen - Begründung: geschichtlich, künstlerisch, städtebaulich, Kulturlandschaft prägend - Schutzumfang: Kirche St. Elisabeth mit Ausstattung, Kirchhof, Grabmale bis 1870, Feldsteinmauer, Lindenkranz | weitere Fotos \| Fotos hochladen |

## Bauliche Anlagen
| Objekt-ID      | Lage                                       | Offizielle Bezeichnung               | Beschreibung | Bild                             |
| -------------- | ------------------------------------------ | ------------------------------------ | --- | -------------------------------- |
| 5135 Wikidata  | Kirchweg 13 (53° 29′ 27″ N, 10° 25′ 24″ O) | ehem. Pfarrwitwenhaus                | Alteintragung (Aktualisierung vorgesehen) - Begründung: Alteintragung (Aktualisierung vorgesehen) - Schutzumfang: Alteintragung (Aktualisierung vorgesehen) - Denkmaltyp: Bauliche Anlage | BW                               |
| 2836           | Kirchweg 20 (53° 29′ 31″ N, 10° 25′ 25″ O) | Alte Schule                          | Alte Schule; 1860/61; eingeschossiger, traufständiger Fachwerkbau unter steilem Satteldach mit Reeteindeckung, im Wohngiebel ehemaliger Klassenraum, Wirtschaftsteil mit Dielentor; mit Nebengebäude - Begründung: geschichtlich, Kulturlandschaft prägend - Schutzumfang: Alte Schule, Nebengebäude - Denkmaltyp: Bauliche Anlage | BW                               |
| 593 Wikidata   | Kirchweg (53° 29′ 28″ N, 10° 25′ 28″ O)    | Kirche St. Elisabeth mit Ausstattung | Alteintragung (Aktualisierung vorgesehen) - Begründung: geschichtlich, künstlerisch, städtebaulich - Schutzumfang: gesamtes Objekt - Denkmaltyp: Bauliche Anlage, Sachgesamtheit: Kirche St. Elisabeth | weitere Fotos \| Fotos hochladen |
| 12333 Wikidata | Kirchweg (53° 29′ 29″ N, 10° 25′ 28″ O)    | Kirchhof                             | Alteintragung (Aktualisierung vorgesehen) - Begründung: geschichtlich, Kulturlandschaft prägend - Schutzumfang: Kirchhof, Grabmale bis 1870, Feldsteinmauer, Lindenkranz - Denkmaltyp: Gründenkmal, Sachgesamtheit: Kirche St. Elisabeth                                                                                           | BW                               |